# Gmina Gornja Vrba
Gmina Gornja Vrba (chorw. Općina Gornja Vrba) – gmina w Chorwacji, w żupanii brodzko-posawskiej.

## Miejscowości i liczba mieszkańców (2011)
- Donja Vrba – 599
- Gornja Vrba – 1913